# الجبب (إب)

تعديل مصدري - تعديل

الجبب هي إحدى قرى عزلة بلادشار بمديرية إب التابعة لمحافظة إب، بلغ تعداد سكانها 230 نسمة حسب تعداد اليمن لعام 2004.